# 45號州際公路
45號州際公路（英語：Interstate 45，簡稱I-45）是美國州際公路系統的一部份。呈東南-西北走向，連接德克薩斯州達拉斯（與345號州際公路交匯）與加爾維斯頓（與德克薩斯州公路87交匯）。全長284.913英里（458.523）。